# Vialas
Vialas är en kommun i departementet Lozère i regionen Occitanien i södra Frankrike. Kommunen ligger i kantonen Le Pont-de-Montvert som tillhör arrondissementet Florac. År 2022 hade Vialas 447 invånare.

## Befolkningsutveckling
Antalet invånare i kommunen Vialas
| Referens: INSEE |